# Кийлів
Ки́йлів (Койлів до 1729 року) — село Вороньківської сільської громади Бориспільського району Київської області. Розташовано в південно-західній частині Бориспільського району на березі Дніпра (Канівське водосховище). На півночі межує з селом Вороньків.

## Історія

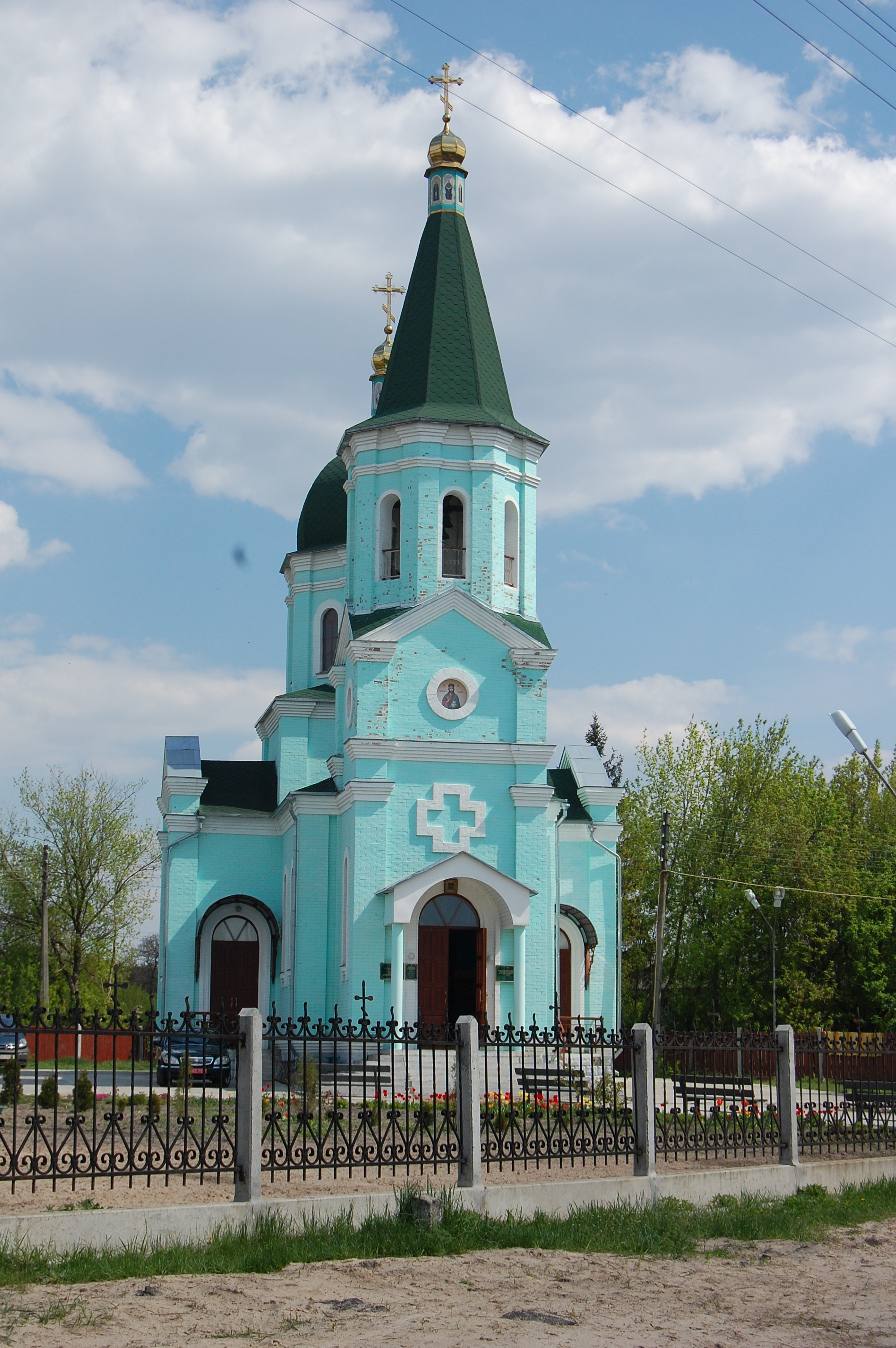
Церква в селі Кийлів

### Походження назви
Є різні версії щодо походження назви села. За словами історика О. Стороженка, вона походить від імені першого поселенця Койла. Можливо, первісна назва населеного пункту — Койлов — пішла від дієслова «койлати» або «койлити», що означає «збирати невід у коло». Можливо, що чоловік, який збирав рибальські снасті, був прозваний Койлом. Від цього імені пішла назва населеного пункту, згодом ця назва видозмінилася на Кийлів. За іншою легендою, тут нібито любив ловити рибу київський князь Кий, який ходив униз по Дніпру на човні. Звідси словосполучення Кийлов, що пізніше трансформувалося у Кийлів.

### Середньовіччя
Археологічні знахідки поблизу Кийлова свідчать про перебування людини у цій місцевості з прадавніх часів. Проведені археологічні дослідження (в багатьох місцях на відстані одного — двох кілометрів від села) дали велику кількість знахідок, що належать до різних історичних періодів і різних культур. Це уламки посуду, зброя, поселення і могильники. Північніше від села виявлено залишки захисного валу періоду Київської Русі.
В історичних джерелах вперше згадується в "Описі рухомого та нерухомого майна, що належало Києво-Печерському монастирю, складеному при передачі цього монастиря архімандриту Нікифору Туру. 24 квітня 1593 р." АЮЗР Ч.1. Т. 1. ст 386.
"В Десні. Село Новосілки, село Слободка, село Дубечня, друге село Дубечня, селище Петрове над річкою Трубежча (Трубіж) . Там же, не подалік, селище Кийлове".

Вже під 1628 роком село входило до володінь князя Корецького. За часів козаччини село Кийлів належало до Воронківської козацької сотні та пізніше у власності Київського Софіївського монастиря. Відомо, що 1739 року в селі вже була дерев'яна Покровська церква. За даними дослідників, на 1756 рік у Кийлові налічувалося 26 дворів, 152 мешканці. З них чоловіків — 80, жінок — 72. На 1782 рік чоловіків — вже 120. У селі був монастирський двір. За даними «Списка населенных мест Российской империи» на 1859 рік в селі було 60 дворів та 491 мешканець.
Є на мапі 1800 року як Коилів.
1910 - село Койлів Вороньківської волості Переяславського повіту Полтавської губернії, 236 господарств, мешкала 1271 особа обох статей разом з найманими робітниками.

### Радянські часи
За переписом 1926 року - село Кілов, центр с.р. Рогозівського району Київської округи, 332 двори, 1474 мешканця.

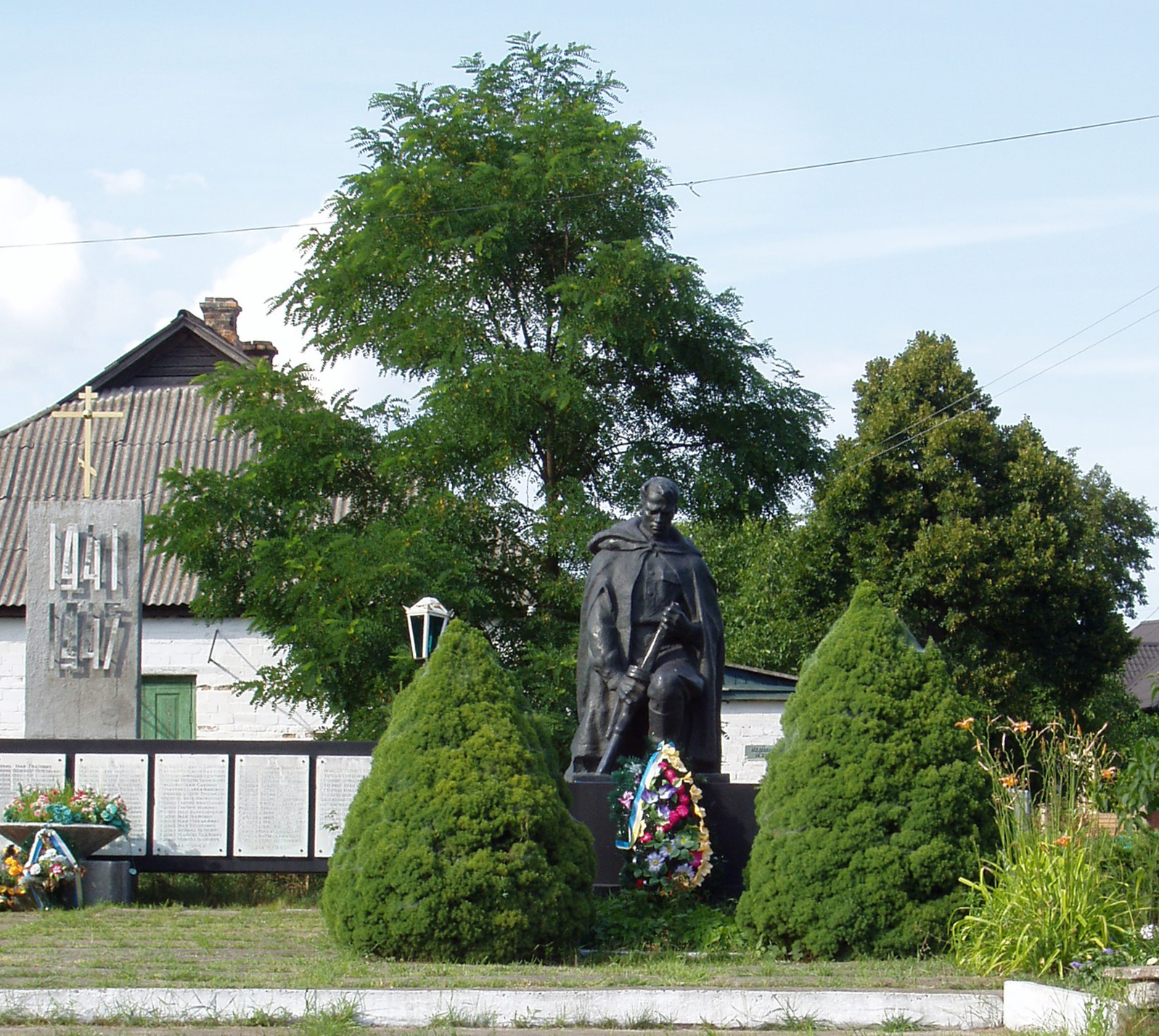
Братська могила воїнів Радянської Армії і пам'ятник воїнам-односельцям, які загинули в роки Другої світової війни

Як і більшість сіл Бориспільського району, Кийлів зазнав значних втрат під час голодомору 1932-1933 років.
При вигнанні з Київщини німецьких військ наприкінці вересня 1943 року 40-ва армія російських окупантів під керуванням генерала Кирила Москаленко зайняла Кийлів. Село було врятовано від підпалу каральними загонами.

## Відомі люди
В селі народились:
- Кулик Михайло Федорович — український вчений-зоотехнік.
- Петренко Володимир Іванович — депутат Київської міської ради, голова правління Української державної корпорації з будівництва метрополітенів і тунелів (Укрметротунельбуд).
- У Кийлові значну частину життя прожив відомий український письменник-фантаст Бердник Олесь Павлович.
- У селі мешкав та помер у власному домі естрадний співак, композитор-пісняр, народний артист України Микола Мозговий[6].

## Культура та побут

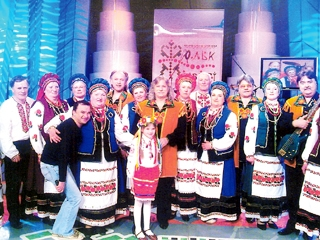
Анасамбль «Дніпрові Дзвони»

### Дніпрові Дзвони
Народний аматорський вокальний ансамбль села Кийлів, «Дніпрові Дзвони» було засновано в 1976 році. Керували ансамблем Микола Хоменко, Віктор Шпаков, Степан Школьний. А з 1997 року ансамблем керує Іван Ігнатенко, композитор й музикант.
Етнографічний колектив брав участь у численних гастрольних турах, серед яких були як поїздки обласного, так і всеукраїнського масштабів.
У 2009 році ансамбль був гостем музичної програми Фольк Мюзік.
В травні 2011 року ансамбль брав участь у святкових заходах до дня села Кийлів..
Під час святкування 85-річчя від дня заснування Київщини народний аматорський фольклорний ансамбль «Дніпрові дзвони» представляв Бориспільщину на обласному святі.
Ансамбль був учасником найтривалішого пісенного марафону «Пісня об'єднує нас», що тривав 110 годин з 29 березня по 2 квітня 2012 року. Цей Рекорд зареєстрували представники Книги рекордів Гіннеса та Національного Реєстру Рекордів України.

## Відпочинок та оздоровлення
Потенціал Кийлова як рекреаційного місця дуже великий.
Ось чому це село щороку приваблює до себе сотні приїжджих із Бориспільського району та Київської області.
Також у селі знаходиться природоохоронний заповідник-ферма «Кийлівська Асканія».